# Hrabstwo Lincoln (Maine)
Hrabstwo Lincoln (ang. Lincoln County) – hrabstwo w stanie Maine w Stanach Zjednoczonych. Zostało założone w 1760 roku.

## Geografia
Obszar całkowity hrabstwa obejmuje powierzchnię 699,81 mil² (1812,5 km²). Według szacunków United States Census Bureau w roku 2009 miało 34 576 mieszkańców. Jego siedzibą administracyjną jest Wiscasset.

### Miasta
- Alna
- Boothbay
- Boothbay Harbor
- Bremen
- Bristol
- Damariscotta
- Dresden
- Edgecomb
- Jefferson
- Newcastle
- Nobleboro
- Somerville
- South Bristol
- Southport
- Waldoboro
- Whitefield
- Wiscasset

### CDP
- Boothbay Harbor
- Damariscotta
- Newcastle
- Waldoboro
- Wiscasset